# Staurocephalus brevipinnis
Staurocephalus brevipinnis är en ringmaskart som beskrevs av Grube 1878. Staurocephalus brevipinnis ingår i släktet Staurocephalus och familjen Dorvilleidae. Inga underarter finns listade i Catalogue of Life.